# رویال دی‌اس‌ام

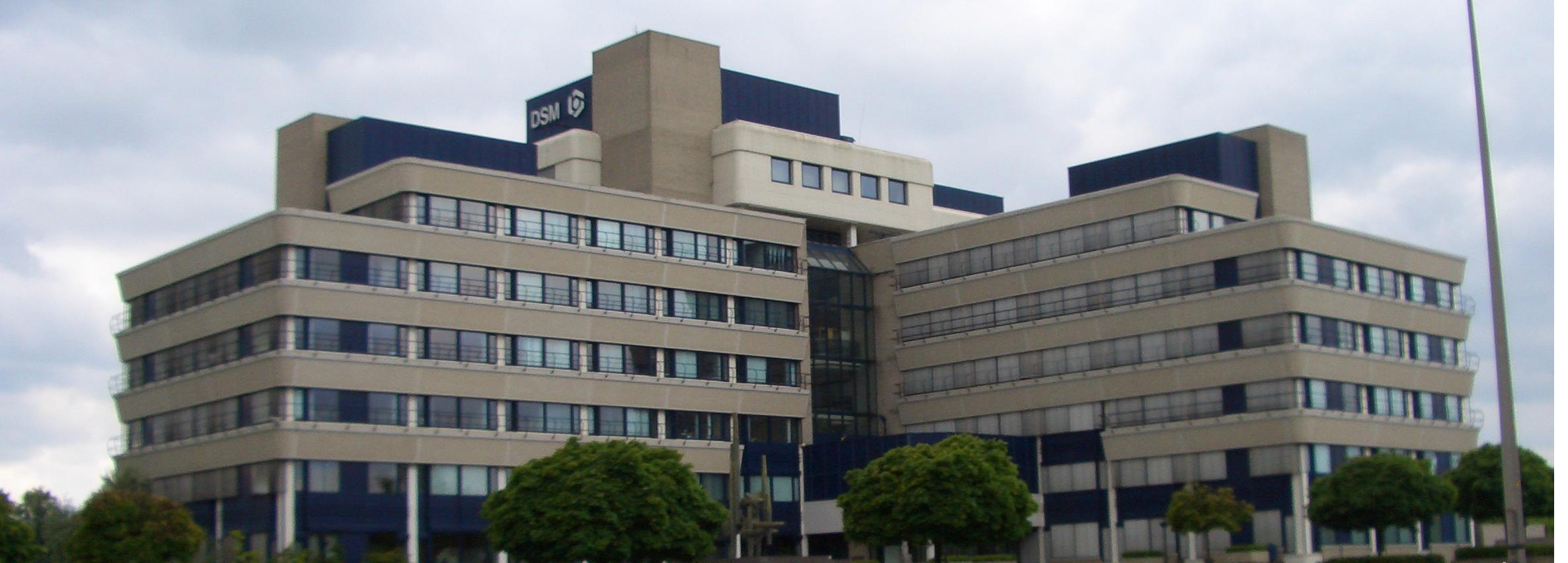
دفتر مرکزی شرکت دی‌اس‌ام در شهر هیرلن، هلند

رویال دی‌اس‌ام (به هلندی: Royal DSM) که به دی‌اس‌ام مشهور است، شرکت هلندی و چندملیتی علوم زیستی و علوم مواد است. این شرکت محصولاتی چون انواع مواد و مکمل‌های غذایی، مواد دارویی و پزشکی، انواع رنگ را در بازارهای بین‌المللی، ارائه می‌نماید.
شمار کارکنان شرکت دی‌اس‌ام در سال ۲۰۱۲ بیش از ۲۳ هزار نفر بود. این شرکت در همین سال، درآمدی بالغ بر ۹ میلیارد یورو داشته‌است. بخشی از سهام شرکت رویال دی‌اس‌ام در بازار بورس یورونکست آمستردام دادوستد می‌شود.